# Ел Бурго
Ел Бурго (на испански: El Burgo) е населено място и община в Испания. Намира се в провинция Малага, в състава на автономната област Андалусия. Общината влиза в състава на района (комарка) Серания де Ронда. Заема площ от 117 km². Населението му е 1981 души (по преброяване от 2010 г.). Разстоянието до административния център на провинцията е 70 km.